# Oberhoffen-lès-Wissembourg
Oberhoffen-lès-Wissembourg (deutsch Oberhofen) ist eine französische Gemeinde mit 316 Einwohnern (Stand 1. Januar 2021) im Département Bas-Rhin in der Region Grand Est (bis 2015 Elsass). Sie gehört zum Arrondissement Haguenau-Wissembourg, zum Kanton Wissembourg und zum 1994 gegründeten Gemeindeverband Pays de Wissembourg.

## Geografie
Die Gemeinde Oberhoffen-lès-Wissembourg liegt südwestlich von Wissembourg am Rande des Gebiets der in Frankreich so genannten Nordvogesen. Die Rebflächen um Oberhoffen gehören geografisch bereits zum nahegelegenen Pfälzer Weinbaugebiet. Nachbargemeinden von Oberhoffen-lès-Wissembourg sind Wissembourg, Steinseltz, Cleebourg und Rott.

## Wappen
Blasonierung: In Gold und Rot gespalten.

## Bevölkerungsentwicklung
| Jahr      | 1962 | 1968 | 1975 | 1982 | 1990 | 1999 | 2007 | 2017 |
| --------- | ---- | ---- | ---- | ---- | ---- | ---- | ---- | ---- |
| Einwohner | 93   | 107  | 110  | 160  | 201  | 279  | 310  | 324  |

Seit den 1970er Jahren hat sich die Einwohnerzahl Oberhoffens insbesondere durch Zuzug verdreifacht. Neben dem kleinen Dorfkern ohne Kirche dominieren deshalb Einfamilienhäuser neueren Datums.